# Anatol Krakowiecki

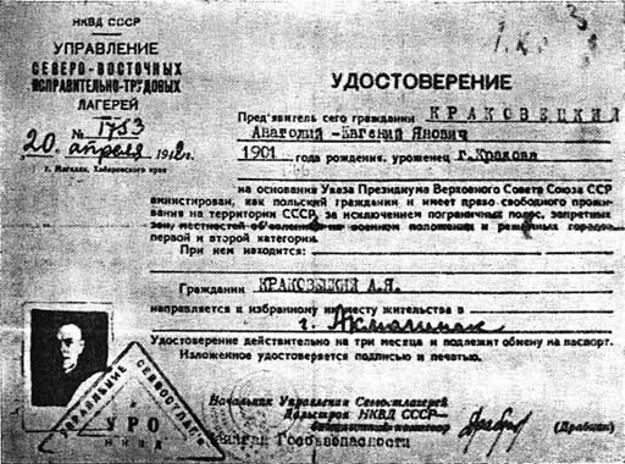
Dokument zwolnienia Anatola Krakowieckiego z łagrów Kołymy z prawem podróży z Magadanu do Władywostoku

Anatol Eugeniusz Krakowiecki (ur. 11 maja 1901 w Podgórzu, zm. 7 kwietnia 1950 w Londynie) – polski pisarz, dziennikarz, więzień sowieckich łagrów Kołymy.

## Życiorys
Syn Jana, respicjenta straży skarbowej, i Marii ze Ślaskich. Dzieciństwo spędził w Skawinie, do gimnazjum uczęszczał w Podgórzu. W listopadzie 1918 zgłosił się ochotniczo do Wojska Polskiego. W okresie międzywojennym dziennikarz Ilustrowanego Kuryera Codziennego, współpracownik kabaretów i teatrzyków rewiowych, redaktor czasopism, m.in. redaktor odpowiedzialny magazynu podróżniczo-geograficznego Na Szerokim Świecie (wydawanego 1928-39 przez koncern prasowy IKC). 7 października 1939 został aresztowany przez NKWD przy próbie przekroczenia granicy polsko-węgierskiej, w latach 1940–1942 więzień łagrów – obozów nad Kołymą (w obecności Krakowieckiego zmarło w ciągu dwóch lat ponad 300 więźniów).
Zwolniony z łagru 12 kwietnia 1942 w wyniku układu Sikorski-Majski, po zwolnieniu – w składzie Polskich Sił Zbrojnych w ZSRR (Armia Andersa). Po ewakuacji do Iranu, a następnie przejściu wojsk polskich do Iraku i przekształceniu w Armię Polską na Wschodzie pracował m.in. w redakcji Kuriera Polskiego w Bagdadzie i W Drodze. Przeszedł cały szlak bojowy 2 Korpusu.
Od 1946 r. przebywał na emigracji w Wielkiej Brytanii.
Dziełem życia Krakowieckiego jest wydana w 1950 r. autobiograficzna Książka o Kołymie – zapis doświadczeń łagrowych przedstawionych z narracyjnym dystansem i nutą sarkazmu. Krakowiecki był ponadto autorem utworów scenicznych i poezji lirycznej.